# Géza Imre
Géza Imre, född den 23 december 1974 i Budapest, Ungern, är en ungersk fäktare som tog en bronsmedalj i värja vid OS 1996 i Atlanta och OS-silver i herrarnas lagtävling i värja i samband med de olympiska fäktningstävlingarna 2004 i Aten. Vid fäktningstävlingarna vid olympiska sommarspelen 2016 i Rio de Janeiro tog Imre silver i den individuella tävlingen och brons i lagtävlingen.